# Ян Урсіний
Ян Урсіний (11 жовтня 1896, Ракша, Турчянске Тепліце, Жилінський край, Словаччина — 8 січня 1972, там же) — словацький політичний і громадський діяч, активний учасник антифашистської боротьби. Один з представників аграрного руху та Республіканської партії малих фермерів та аграріїв.

## Біографія та професійна кар'єра
Народився Ян 11 жовтня 1896 року в словацькому поселенні Ракша в сім'ї фермерів. З 1903 року по 1980 рік навчався в початковій школі Ракші, а потім — у місті Мартін. 1912 року вступає навчатися до школи економіки в Шлапаниці (Моравія) для здобуття економічної освіти. Після її закінчення повертається до рідного дому.
Чудова обізнаність з сільським життям спонукає його до активної діяльності в цьому напрямку. Тому, з утворенням Першої Чехословацької республіки, він починає підтримувати аграрний рух у Словаччині, приділяючи увагу, в першу чергу, проблемам дрібних селян.
Будучи членом адміністративного апарату Центрального об'єднання, що розташовувалося в Братиславі, яка була центром кооперативних спілок Словаччини, він пропагує підтримку ослабленого фермерського господарства з початку 1920-х років, обґрунтовуючи це тим, що країна є переважно сільськогосподарською і потребує широкої мережі кооперативів, що працювали б на принципах самодопомоги та самоуправління. Згідно його бачення, кредитні спілки, або «сільські банки», як Урсіний їх любив називати, мали бути основним джерелом ресурсів і впроваджень для технічного перетворення словацької економіки в самодостатню.
З 1924 року ім'я Яна Урсіного для більшості почало асоціюватися з відгалуженням кредитних спілок, що стали більш відомі, як малі селянські взаємно-ощадні банки. Це були фінансові установи середнього рівня, які належали вкладникам і гроші яких використовувалися для кредитування на потреби сільського господарства. Ян Урсіний був не тільки ініціатором створення таких установ, але й фактично підтримував їх діяльність протягом 15 років. Таким чином спочатку він був обраний членом ради директорів, що контролювали діяльність подібних установ. З 1920 року по 1930 рік він був першим замісником, а 15 червня 1930 року на головному з'їзді Об'єднання обраний головою ради.
Залишити цю посаду Урсіному довелося за драматичних обставин — в березні 1939 року багато з членів об'єднання, орієнтуючись на нові політичні сили, почали утворювати самостійні відділи, що не підпорядковувалися раді. Внаслідок внутрішньої боротьби між членами ради та неможливості вибудовувати єдину лінію в розвитку аграрної сфери, а також державної політики спрямованої на усунення колишніх політичних та економічних суперників, серед яких і аграрний рух, прем'єр-міністр Джозеф Тісо особисто посприяв звільненню Яна з посади.
Суперечки навколо Урсіного, що вважався політично неблагонадійною особою, досягли свого апогею під час генерального з'їзду Об'єднання 3 червня 1939 року. На цьому зібранні мали ухвалити рішення про його звільнення, але, незважаючи на шалений тиск політикуму, представники членів-організацій надали підтримку Урсіного. У влади не було іншого виходу, як 1940 року, за допомогою Міністерства фінансів, примусити Яна спочатку відмовитися від посади, а потім від членства в об'єднанні.
Після втрати свого звичного кола діяльності, Ян включається до активної антифашистської боротьби, адже розпочалася Друга світова війна. Він був однією з ключових фігур підпільної словацької національної ради 1943 року, а також одним з організаторів національного спротиву Словаччини. В Раді він вирішував економічні питання.
З 7 лютого 1945 року Урсіний займається питаннями земельних реформ в сільському господарстві, а вже в квітні цього ж року, коли на звільнених територіях почав формуватися Чехословацький уряд, він обирається на посаду віце-прем'єра Демократичної партії у відновленій Чехословацькій Республіці. Протягом двох років Ян також працює у вищих органах влади Словаччини, а також в грудні 1945 року був переобраний на посаду керівника Об'єднання малих селянських взаємно-ощадних банків, отримавши реванш у своїх кривдників.
1947 року Ян Урсіний звільняється з посту віце-прем'єра партії, а в квітні наступного року комуністична влада звинуватили його як таємного учасника народного підпільного руху (так звана справа Ото Обуха) та засудила до семи років ув'язнення. Вийшов на волю активіст лише 1953 року наприкінці свого терміну, а 1964 року його було реабілітовано згідно рішення Верховного суду. Після в'язниці він працював на фермі у рідній Ракші та комірником у лісництві.
8 січня 1972 року Ян Урсіний помер у рідному містечку.